# Karl Grosser

Karl Grosser

Karl Grosser (* 3. November 1850 in Schmiedeberg im Riesengebirge, Provinz Schlesien; † 10. Dezember 1918 in Breslau) war ein deutscher Architekt, der vorrangig in Breslau lebte und in Niederschlesien wirkte. Er gilt als ein Vertreter des Späthistorismus.

## Leben
Karl Grosser besuchte zunächst die Elementarschule in seiner Heimatstadt und vom 11. bis zum 16. Lebensjahr die Realschule am Zwinger in Breslau. Nach einer praktischen Lehrzeit im Baugeschäft seines gleichnamigen Vaters Carl Grosser, der als Zimmermeister mehrere Sägemühlen besaß, besuchte er bis zum 19. Lebensjahr die Provinzialgewerbeschule in Brieg. Es folgt ein Studium der Architektur an der Berliner Bauakademie. In den folgenden fünf Jahren wirkte er im Berliner Architekturbüro Kayser und von Großheim an Wettbewerbsentwürfen mit, u. a. für das Reichstagsgebäude in Berlin und die Börse in Frankfurt am Main.
1873 zog er zurück in seine Heimatstadt Schmiedeberg. 1875 wirkte er erneut für einige Wochen im Büro Kayser und von Großheim mit an Wettbewerbsentwürfen für das Rathaus in Essen und das Ständehaus in Düsseldorf, auch wenn der Erfolg ausblieb. Mit Unterstützung seines Vaters ging Grosser im Herbst 1876 mit seinem Freund Paul Lauser auf eine längere Studienreise nach Italien. In Rom verkehrte er in einem großen Kreis von jungen Künstlern und Gelehrten, zu denen auch Friedrich von Thiersch, Ludwig Eisenlohr, Carl Weigle und Georg Dehio gehörten.

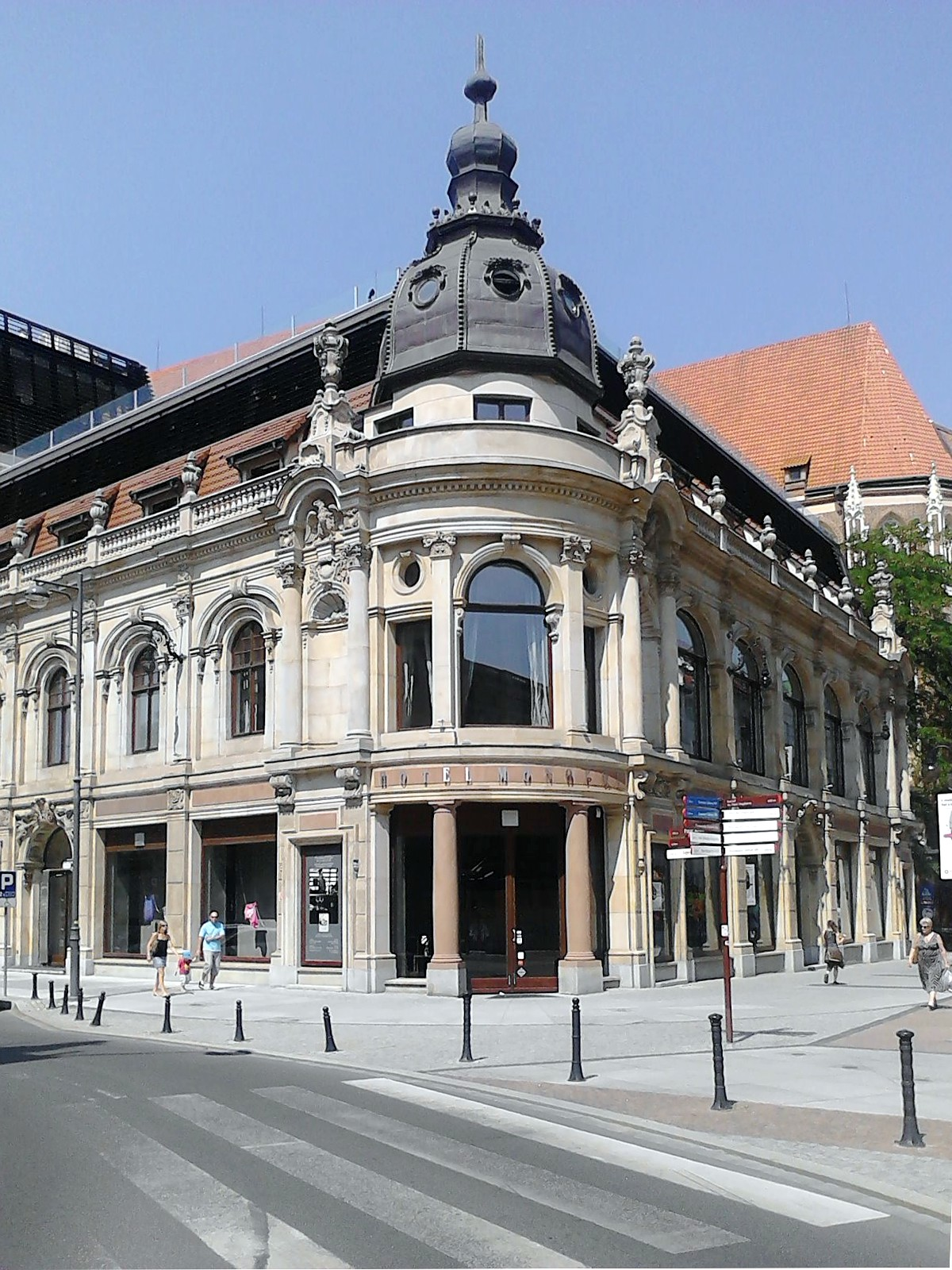
Hotel Monopol in Breslau

Ein plötzlicher Ruf seines Breslauer Freundes Heinrich Brost führte ihn von Neapel zurück nach Breslau, wo er bei der Fertigstellung des Museumsbaus mitwirkte. Seither lebte er bis zu seinem Tod in Breslau, wo er als städtischer Bauberater tätig war und zahlreiche Projekte gemeinsam mit Brost in Schlesien bis zu dessen plötzlichen Tod 1894 verwirklichte.
Grosser trug den Ehrentitel eines (königlichen) Baurats. 1902 bekam er den Kaiserlich Russischen Sankt-Stanislaus-Orden 3. Klasse verliehen. Ferner war er Träger des preußischen Roten Adlerordens IV. Klasse.
Karl Grosser war verheiratet mit Klara (Kläre) Grosser geb. Jaretzki. Das gemeinsame Grab befindet sich auf dem Breslauer Reformierten Kirchhof. Bis zu seinem Tod engagierte er sich in zahlreichen Vereinigungen der Stadt Breslau und Schlesiens, so im Ausschuß Alt- und Neu-Breslau, im Schlesischen Bund für Heimatschutz, im Schlesischen Künstlerbund, in der Vereinigung Schlesischer Architekten und im Schlesischen Kunstverein.

## Bauten (Auswahl)

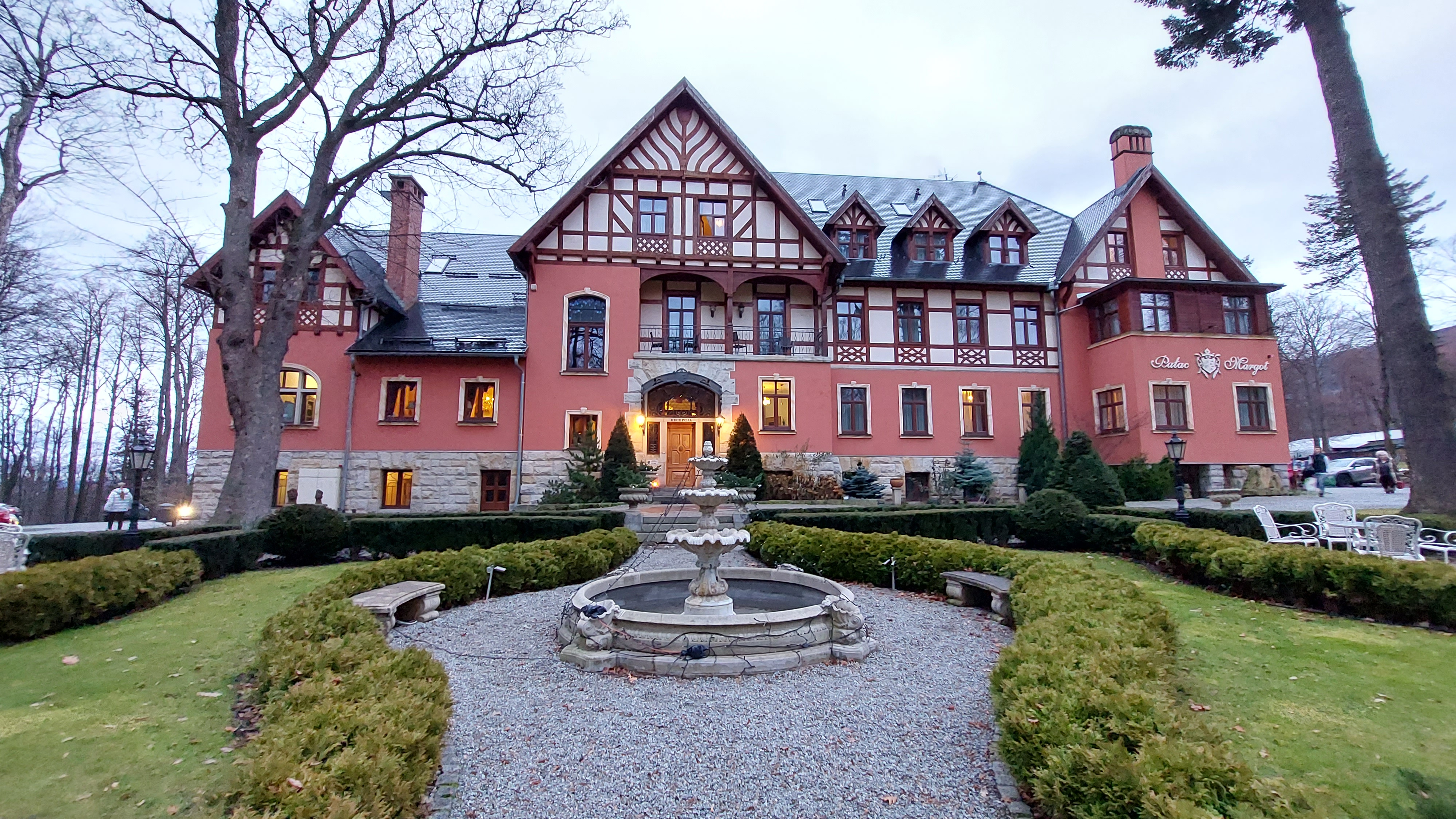
Palac Margot, ehem. Charlottenheim in Krummhübel

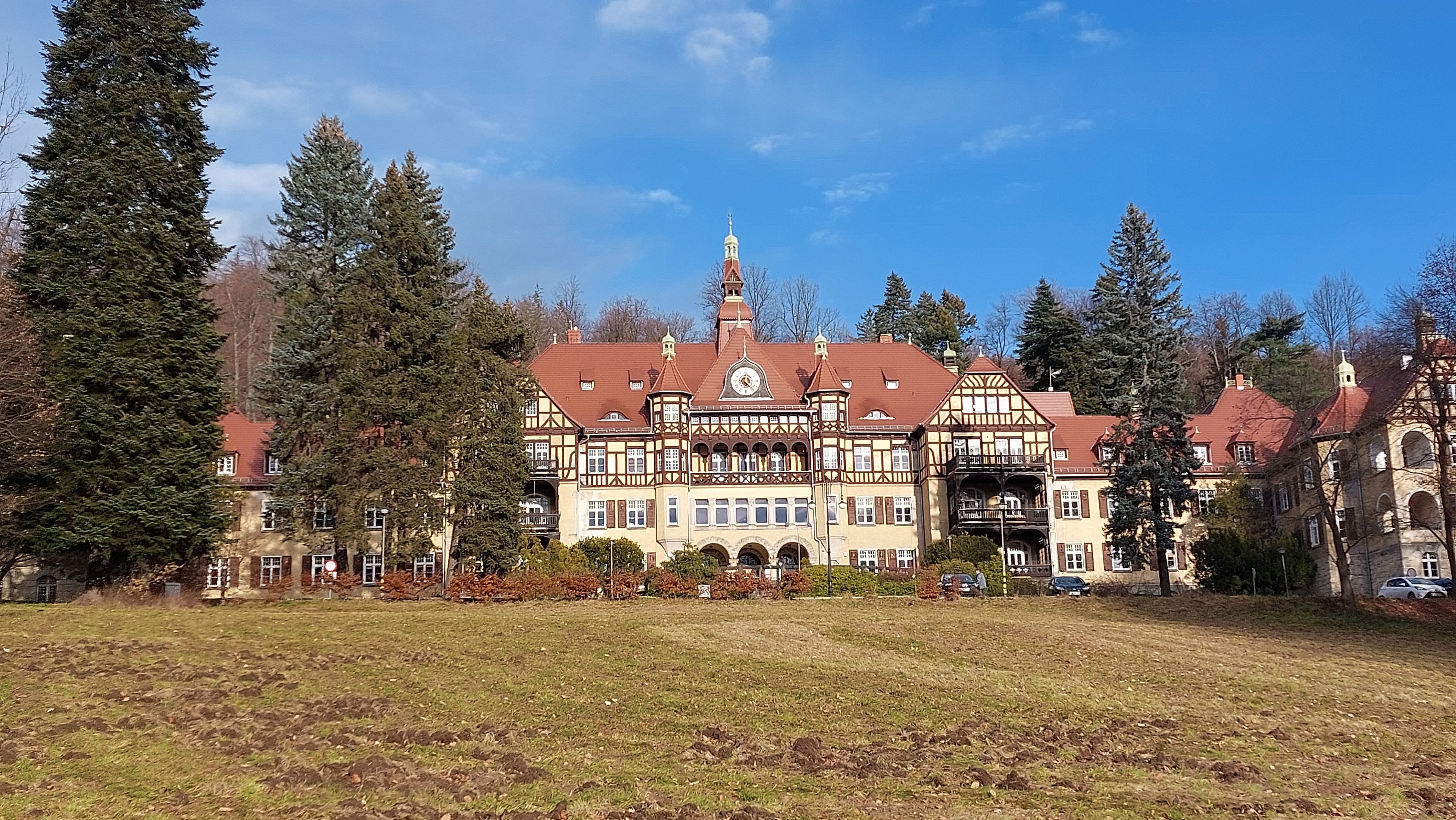
Sanatorium Hohe Wiese

Kuranlage in Bad Flinsberg

Zu seinen bekanntesten Projekten gehörte das 1892 errichtete Hotel Metropol in Breslau, das von ihm entworfen wurde, und dessen Miteigentümer er war.
Zahlreiche Geschäftshäuser, Sozialeinrichtungen sowie Villen und Wohnhäuser in Breslau gehören zu seinem Werk:
- 1897: Kaufhaus Paul Schottländer
- das Gebäude der Landwirtschaftsbank
- das Verwaltungsgebäude des Zoologischen Gartens
- das Krankenhaus der Volksversicherungsanstalt
- 1914–1915: Bebauung der Ringecke mit dem Haus „Goldener Becher“

Für das von Otto Rathey entworfene Schlesische Provinzialmuseum der bildenden Künste übernahm er mit Brost die Bauaufsicht, nachdem Rathey gestorben war.
Weitere Projekte in Niederschlesien:
- 1902: Lungenheilstätte in Hohenwiese im Riesengebirge (Wojków)
- das Offiziersdamen-Stift Charlottenheim in Krummhübel[4]
- 1884–1886: Wohn- und Geschäftshaus-Bebauung Peter-Paul-Passage in Liegnitz (gemeinsam mit Brost)[5]
- 1899: Kurhaus in Bad Flinsberg[6]
- das Riesengebirgs-Museum in Hirschberg

Geplant und gebaut wurden von ihm auch Kirchen in Krummhübel, Görbersdorf und Marienthal.
Zu seinen Sanierungsprojekten gehörten:
- das Rathaus in Waldenburg
- das Schloss Paulinum (Paulinenhof) in Hirschberg
- das Schloss Brauchitschdorf in Lubin
- 1906: Schloss Brynek-Siemianowitz in Brynek

Preisgekrönt wurden einige seiner Wettbewerbsentwürfe, wie z. B. für das Rathaus in Dresden. Oft wirkte er selbst als Preisrichter. Zu seinen letzten Projekten gehörten Planungen für die Gestaltung des Universitätsplatzes und eines Studentenheims in Breslau.